# فيليه (قطع)

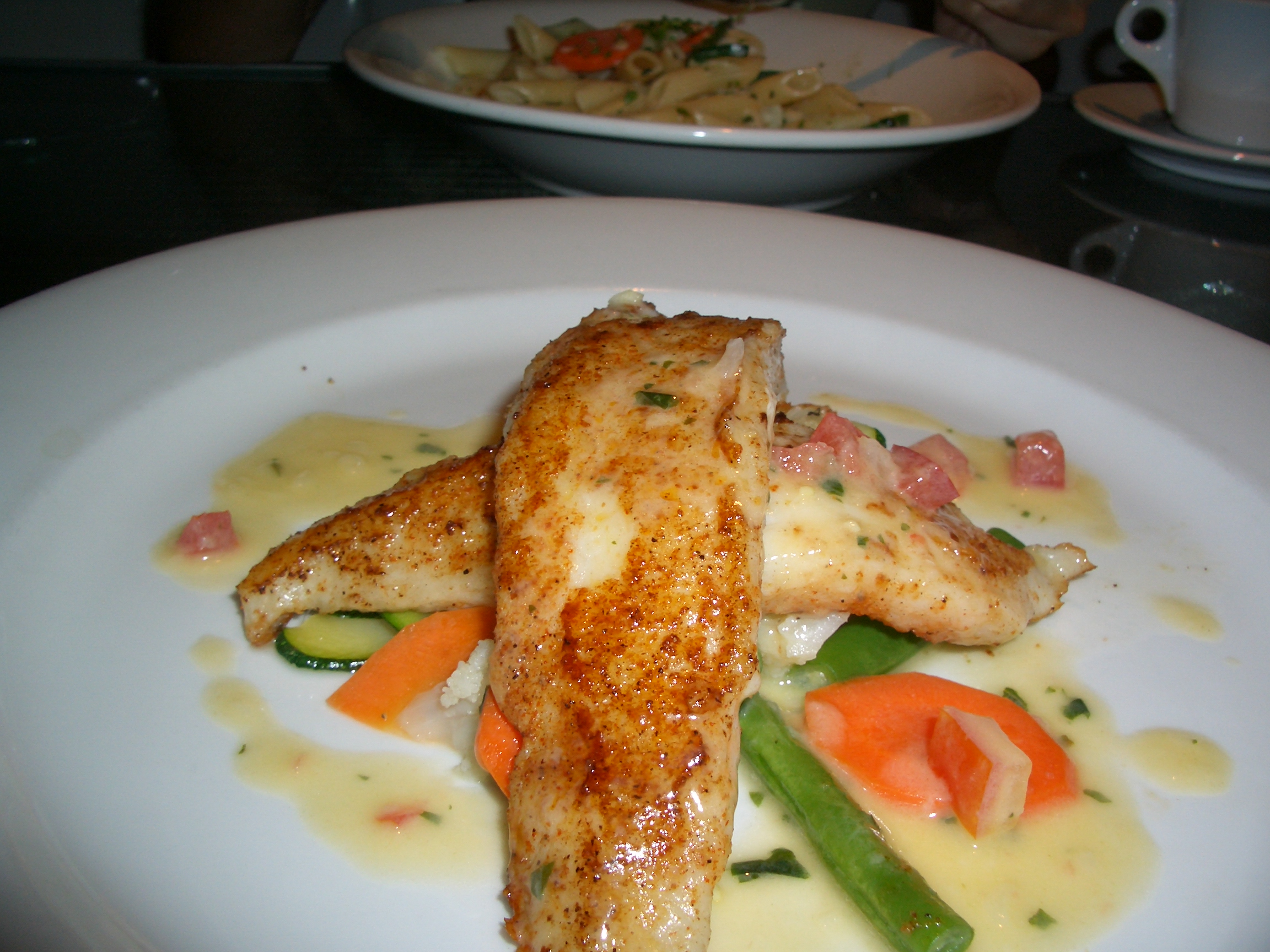
فتيلة الضوري ، وهو نوع من الأسماك

الفتيلة أو الفيليه لحم طري. غالبًا ما يكون مكونًا رئيسيًا في العديد من المأكولات، وتحتاج العديد من الأطباق نوعًا معينًا من الفتيلة.

## الأسماء
ومن أسمائها بالعربية: الخصيلة أو السليلة أو الخبيبة.